# Захалявний ніж

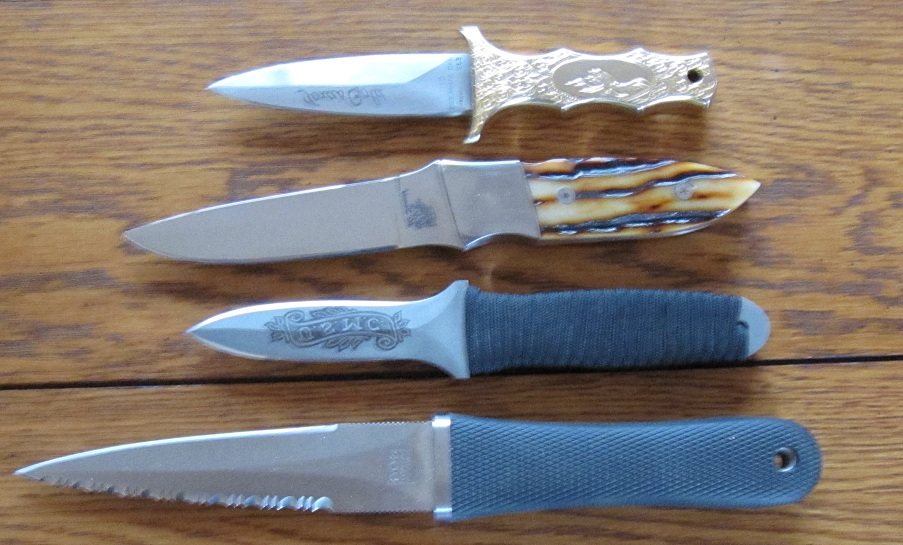
Сучасні захалявні ножі

Захаля́вний ніж[джерело?] — ніж, який носять за халявою чобота. Зазвичай має чотиригранний клинок, що є увігнуто-опуклим та двосічним (приблизна довжина 17-25 см, максимальна товщина 0,7 см). Також захалявний ніж має кругле руків'я, без хрестовини (довжиною приблизно 10-13 см). Захалявними такі ножі могли називати для відрізнювання від «запоясників» — ножів і кинджалів, котрі носили за поясом.
Характерною особливістю захалявного ножа є висока проникаюча здатність, він залишає глибокі і вузькі колоті рани. Конструкція клинка дозволяє завдавати рубаючо-ріжучих та ріжуче-січних ударів.
Історично захалявні ножі набули популярності в багатьох країнах, наприклад були на озброєнні римських легіонерів. Також захалявні ножі були розповсюджені у війську Київській Русі, згадуються в «Слові о полку Ігоревім» як «засапожникы»:

| «тіи бо бес щитовь съ засапожникы кликомъ плъкы побѣждаютъ, звонячи въ прадѣднюю славу…»[4] |
Втім, деякі дослідники взагалі заперечують те, що «засапожникъ» був різновидом ножа. Так, радянський дослідник «Слова о полку Ігоревім» В. П. Тимофєєв припускає, що насправді він являв собою канчук, нагайку — традиція носіння їх у халяві досі зберігається у російських козацьких підрозділах.
Захалявні ножі широко використовувалися запорозькими козаками і вважаються традиційною козацькою зброєю.
У тюркських народів розповсюджений довгий захалявний ніж «клич».
У роки після Жовтневого перевороту 1917 року «фінський ніж», захований у халяві, став сприйматися як атрибут бандита. В англомовних країнах аналогічна зброя відома як boot knife («чоботовий ніж»).